# Francia en el Campeonato de Europa Sub-19 de 2016
La selección de Francia fue uno de los 8 equipos participantes en el Campeonato de Europa Sub-19 de la UEFA 2016, torneo que se llevó a cabo entre el 11 de julio y el 24 de julio de 2016 en Alemania.
En el sorteo Francia quedó emparejada en el Grupo B junto con Croacia, Inglaterra y Países Bajos.

## Jugadores
Datos correspondientes a la situación previa al Campeonato Europeo.

## Participación

### Fase de grupos

#### Fecha 1
| 12 de julio de 2016, 19:30 | Francia         | 1:2 (1:2) | Inglaterra                            | Albstadion, Heidenheim    |                           |
|                            | J. Augustin 33' | Reporte   | 3' (a.g.) C. Michelin · 9' D. Solanke | Árbitro(s): Radu Petrescu | Árbitro(s): Radu Petrescu |

#### Fecha 2
| 15 de julio de 2016, 19:30 | Croacia | 0:2 (0:1) | Francia                         | Wald Stadion, Aalen             |                                 |
|                            |         | Reporte   | 37' J. Augustin · 69' K. Mbappé | Árbitro(s): Alejandro Hernández | Árbitro(s): Alejandro Hernández |

#### Fecha 3
| 18 de julio de 2016, 12:00 | Países Bajos | 1:5 (1:2) | Francia                                        | Wald Stadion, Aalen        |                            |
|                            | A. Nouri 36' | Reporte   | 10', 63' K. Mbappé · 29', 48', 75' J. Augustin | Árbitro(s): Bart Vertenten | Árbitro(s): Bart Vertenten |

| Equipo       | Pts | PJ | PG | PE | PP | GF | GC | Dif. |
| ------------ | --- | -- | -- | -- | -- | -- | -- | ---- |
| Inglaterra   | 9   | 3  | 3  | 0  | 0  | 6  | 3  | +3   |
| Francia      | 6   | 3  | 2  | 0  | 1  | 8  | 3  | +5   |
| Países Bajos | 3   | 3  | 1  | 0  | 2  | 5  | 8  | -3   |
| Croacia      | 0   | 3  | 0  | 0  | 3  | 2  | 7  | -5   |

|  | Clasificados para semifinales y la Copa Mundial Sub-20. |
|  | Play-off para clasificar a la Copa Mundial Sub-20       |

### Fase final

#### Semifinales
| 21 de julio de 2016, 17:00 | Portugal         | 1:3 (1:1) | Francia                         | Carl-Benz-Stadion, Mannheim |                           |
|                            | Pedro Pacheco 3' | Reporte   | 10'L. Blas · 67', 75' K. Mbappé | Árbitro(s): Radu Petrescu   | Árbitro(s): Radu Petrescu |

#### Final
| 24 de julio de 2016, 20:30 | Francia                                                       | 4:0 (2:0) | Italia | Rhein-Neckar-Arena, Sinsheim                               |                                                            |
|                            | J. Augustin 6' · L. Blas 19' · L. Tousart 82' · I. Diop 90+2' | Reporte   |        | Asistencia: 25.100 espectadores Árbitro(s): Aliyar Aghayev | Asistencia: 25.100 espectadores Árbitro(s): Aliyar Aghayev |

| Bandera de Francia |
| Campeón Francia    |
| Tercer título      |

## Estadísticas

### Generales
| Pts | PJ | PG | PE | PP | GF | GC | Dif. | Resultado |
| --- | -- | -- | -- | -- | -- | -- | ---- | --------- |
| 12  | 5  | 4  | 0  | 1  | 15 | 4  | +11  | Campeón   |

### Goleadores
| Jugador             | Goles | Jugada | Cabeza | T. libre | Penal |
| ------------------- | ----- | ------ | ------ | -------- | ----- |
| Jean-Kévin Augustin | 6     | 4      | 2      | 0        | 0     |
| Kylian Mbappé       | 5     | 4      | 1      | 0        | 0     |
| Ludovic Blas        | 2     | 2      | 0      | 0        | 0     |
| Lucas Tousart       | 1     | 1      | 0      | 0        | 0     |
| Issa Diop           | 1     | 0      | 1      | 0        | 0     |

### Asistencias
| Jugador             | Asistencias |
| Amine Harit         | 3           |
| Clément Michelin    | 3           |
| ------------------- | ----------- |
| Denis Will Poha     | 2           |
| Ludovic Blas        | 2           |
| Issa Diop           | 1           |
| Jean-Kévin Augustin | 1           |
| Enock Kwateng       | 1           |
| Kylian Mbappé       | 1           |
| Faitout Maouassa    | 1           |

### Distinciones individuales
| Distinción     | Jugador             |
| -------------- | ------------------- |
| Goleador       | Jean-Kévin Augustin |
| Jugador de Oro | Jean-Kévin Augustin |